# 200 Years After the Last War
Albums de Omega
Omega
(1973) Omega III
(1974)
200 Years After the Last War, sorti en 1974, est le troisième album en anglais du groupe de rock progressif hongrois Omega.
La première face de l'album est occupée par une Suite longue de plus de 19 minutes typique du rock progressif des années 1970, avec synthétiseur et mellotron.

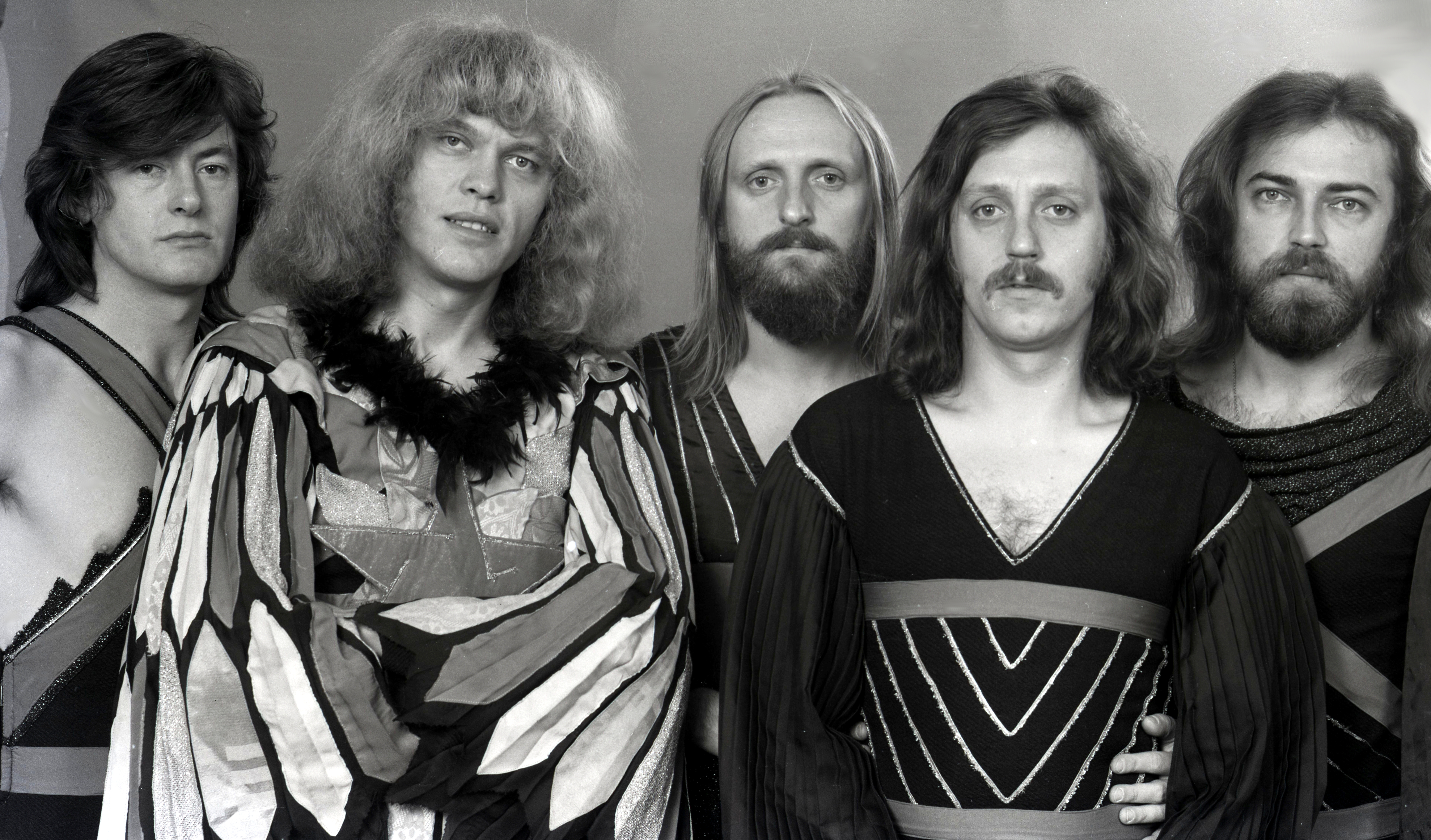
Omega en 1976.

## Liste des morceaux

### Face 1
1. Suite - 19:23

### Face 2
1. Help to Find Me - 7:41
2. 200 Years After the Last War - 5:11
3. You Don't Know - 3:25

## Musiciens
- János Kóbor : chant, percussions
- László Benkő : orgue, synthétiseur Moog
- Tamás Mihály : guitare basse, mellotron, chant
- György Molnár : guitare
- Ferenc Debreceni : batterie
- Simon Mihály : chant sur 200 Years After The Last War